# Johannes Maria Bogner
Pour les articles homonymes, voir Bogner.
Johannes Maria Bogner, né à Linz, est un claveciniste classique et professeur de clavecin autrichien.

## Biographie
Johannes Maria Bogner étudie avec Liselotte Brändle, Kenneth Gilbert et Nikolaus Harnoncourt au Mozarteum de Salzbourg et à l'Université d'État de New York à Stony Brook, États-Unis, avec Arthur Haas.  Il assiste à des classes de maître avec Gustav Leonhardt, Ton Koopman et Bob van Asperen.  En tant que soliste et chambriste, il se produit avec Camerata Salzburg, Musica Antiqua Köln et Les Musiciens de Louvre dans toute l'Europe, aux États-Unis, au Canada et en Israël.  Johannes Maria Bogner, qui a enregistré de la musique française pour clavecin du XVIIIe siècle ainsi que des sonates de Scarlatti ou des œuvres de Johann Jacob Froberger, est également claveciniste de L'Orfeo Baroque Orchestra pendant 20 ans - depuis sa fondation - avec qui il joue dans le monde entier.
Entre 1992 et 1998, Johannes Maria Bogner a été maître de conférence en accompagnement et en interprétation historique au Mozarteum de Salzbourg et enseigne actuellement le clavecin à l'Académie de musique et des arts du spectacle de Vienne.